# Snorksi
Snorksi / Snurki (ang. The Snorks, 1984–1989) – amerykański serial animowany stworzony przez belgijskiego rysownika komiksowego Nic Broca. Został wyprodukowany przez studio Hanna-Barbera dla telewizji NBC.

## Wersja polska
W Polsce serial emitowany był w pirackiej telewizji Top Canal w 1994 roku (np. 31/08/1994 r. odcinek pod tytułem Morscy Przyjaciele został przetłumaczony jako Przyjaciół poznaje się w biedzie).

### VHS
W Polsce serial został wydany na kasetach VHS pod tytułem Snorksi. Dystrybucja: Mada Video Film. Wersja z angielskim dubbingiem i polskim lektorem, którym był Janusz Kozioł.

## Fabuła
Snurki (ang. Snorks) są rasą małych, kolorowych istot, które żyją szczęśliwie w podwodnym świecie o nazwie Snurklandia (ang. Snorkland). Mają one charakterystyczne snorki na głowach, których używają do poruszania się szybko pod wodą. Snurki używają małż jako waluty ("małże" (ang. clams) to również slangowe określenie pieniądza).

## Spis odcinków
| N/o            | Polski tytuł                              | Angielski tytuł                              |
| -------------- | ----------------------------------------- | -------------------------------------------- |
|                |                                           |                                              |
| SERIA PIERWSZA |                                           |                                              |
|                |                                           |                                              |
| 01             | Podróż                                    | Journey to the Source                        |
| 01             | Skandal z wandalem                        | Vandal Scandal                               |
|                |                                           |                                              |
| 02             | Gra w uczucia                             | Hooked on a Feeling                          |
| 02             | Nowi sąsiedzi                             | The New Neighbors                            |
|                |                                           |                                              |
| 03             | But                                       | Das Boot                                     |
| 03             | Który snork to potrafi?                   | Which Snork Snitched                         |
|                |                                           |                                              |
| 04             | Gwiazdorska drużyna                       | AllStar's All-Star Band                      |
| 04             | Snorksiomania                             | Snorkymania                                  |
|                |                                           |                                              |
| 05             | Snorksiowanie                             | A Snorking We Will Go                        |
| 05             | Darowanemu koniowi nie zagląda się w zęby | Now You Seahorse, Now You Don't              |
|                |                                           |                                              |
| 06             | Taniec                                    | Snork Dance                                  |
| 06             | Reklama                                   | Snork Marks the Spot                         |
|                |                                           |                                              |
| 07             | Sekret Juniora                            | Junior's Secret                              |
| 07             | Wielki trop                               | The Big Scoop                                |
|                |                                           |                                              |
| 08             | Niebieski koral                           | The Blue Coral Necklace                      |
| 08             | Machać każdy może                         | Up, Up and a Wave                            |
|                |                                           |                                              |
| 09             | Impreza surfingowa                        | Snorkin Surf Party                           |
| 09             | Potwór ze Snorkness                       | The Snorkness Monster                        |
|                |                                           |                                              |
| 10             | Dziki snork                               | A Snork on the Wild Side                     |
| 10             | Podwójne kłopoty                          | AllStar's Double Trouble                     |
|                |                                           |                                              |
| 11             | Przyjaciele                               | Fine Fettered Friends                        |
| 11             | Czas                                      | Time Out for Sissies                         |
|                |                                           |                                              |
| 12             | Lepsi, gorsi                              | Me Jo-Jo, You Daffney                        |
| 12             | Ulubiona gra                              | The Old Shell Game                           |
|                |                                           |                                              |
| 13             | Król pomocy                               | The King of Kelp                             |
| 13             | Wielorybie opowieści                      | Whale Tales                                  |
|                |                                           |                                              |
| SERIA DRUGA    |                                           |                                              |
|                |                                           |                                              |
| 14             | Snork to nic...                           | Snorkitis is Nothing to Sneeze At            |
| 14             | The Whole Toot and Nothing But the Toot   |                                              |
|                |                                           |                                              |
| 15             | Morskie tchórze                           | Chickens of the Sea                          |
| 15             | Nigdy nie płacz nad rozlanym mlekiem      | Never Cry Wolf-fish                          |
|                |                                           |                                              |
| 16             | Ciężki snorkowy dzień                     | A Hard Day's Snork                           |
| 16             | Sztuka miłości                            | Learn to Love Your Snork                     |
|                |                                           |                                              |
| 17             | Podwodna przygoda                         | AllStar's Freshwater Adventure               |
| 17             | Dr. Silny-snork                           | Dr. Strangesnork                             |
|                |                                           |                                              |
| 18             | To tylko kawałeczek                       | It's Just a Matter of Slime                  |
| 18             | Morscy przyjaciele                        | Water Friends For?                           |
|                |                                           |                                              |
| 19             | Szczeniak Juniora                         | Junior's Octopuppy                           |
| 19             | Odwiedziny grzecznego snorka              | The Shape of Snorks To Come                  |
|                |                                           |                                              |
| 20             | Zawrót głowy                              | Casey and the Doubleheader                   |
| 20             | Zezłoszczona rybka                        | The Ugly Yuckfish                            |
|                |                                           |                                              |
| 21             | Dziewczyny chcą się bawić                 | Gills Just Want to Have Fun                  |
| 21             | Mamy gościa                               | Guess What's Coming to Dinner                |
|                |                                           |                                              |
| 22             | Pieśń pokoleń                             | A Sing of the Tides                          |
| 22             | Malutka syrenka                           | The Littlest Mermaid                         |
|                |                                           |                                              |
| 23             | Ty nie!                                   | I Squid You Not                              |
| 23             | Powracający snork                         | The Backwards Snork                          |
|                |                                           |                                              |
| SERIA TRZECIA  |                                           |                                              |
|                |                                           |                                              |
| 24             | Wieloryb                                  | All's Whale that Ends Whale                  |
| 24             | Ostatnia godzina                          | Allstar's Last Hour                          |
|                |                                           |                                              |
| 25             | Przerażające Snorkoween                   | A Willie Scary Shalloween                    |
| 25             | Morski pokład                             | Sea Shore Sideshow                           |
|                |                                           |                                              |
| 26             | Ratowanie miasta                          | Freeze Save our Town                         |
| 26             | Snip i Snap                               | Snip and Snap                                |
|                |                                           |                                              |
| 27             | Przygoda Juniora                          | Junior's Empire                              |
| 27             | Złoty delfin                              | The Golden Dolphin                           |
|                |                                           |                                              |
| 28             | Nigdy nie małpuj snorka                   | It's Always Darkest Before the Snork         |
| 28             | Piaskowa czarownica                       | The Sand Witch                               |
|                |                                           |                                              |
| 29             | Pojedynek                                 | The Shady Shadow                             |
| 29             | Tooter kocha Tadah                        | Tooter Loves Tadah                           |
|                |                                           |                                              |
| 30             | Randka Daffney                            | Daffney's Ransom                             |
| 30             | Popołudnie z Salmonem                     | Salmon Chanted Evening                       |
|                |                                           |                                              |
| 31             | Skarb w Sandlandzie                       | Casey in Sandland                            |
| 31             | Perypetie                                 | Reefberry Madness                            |
|                |                                           |                                              |
| 32             | Ramiona                                   | A Farewell of Arms                           |
| 32             | Mama Snorksia                             | Mummy Snorkest                               |
|                |                                           |                                              |
| 33             | Jo-Jo pod kontrolą                        | Jo-Jo in Control                             |
| 33             | Dzień problemów z oceanem                 | The Day the Ocean Stood Still                |
|                |                                           |                                              |
| 34             | Chills, Drills i Spills                   | Chills, Drills and Spills                    |
| 34             | Najdłuższy skrót                          | The Longest Shortcut                         |
|                |                                           |                                              |
| 35             |                                           | Taming of the Snork                          |
| 35             | Wielka przygoda Williego i Smalla         | Willie & SmallStar's Big Adventure           |
|                |                                           |                                              |
| 36             | Snork na pokazie                          | A Snork in a Gilded Cage                     |
| 36             | Spokojny snork                            | The Snorkshire Spooking                      |
|                |                                           |                                              |
| SERIA CZWARTA  |                                           |                                              |
|                |                                           |                                              |
| 37             | Wielka ucieczka Daffney                   | Daffney's Not so Great Escape                |
| 37             | Najlepszy przyjaciel Willie'a             | Willie's Best Friend                         |
|                |                                           |                                              |
| 38             | Dzień Juniora                             | Day of the Juniors                           |
| 38             | Bomba doktora Silno-snorka                | Dr. Strangesnork's Bomb                      |
|                |                                           |                                              |
| 39             | Urodziny gwiazdy                          | A Starfish is Born                           |
| 39             | Ooze i snork                              | Ooze Got the Snorks                          |
|                |                                           |                                              |
| 40             | Głupi Snorksiozaurus                      | The Silly Snorkasaurus                       |
| 40             | Kto kogo?                                 | Who’s Who?                                   |
|                |                                           |                                              |
| 41             | Bitwa na gadżety                          | Battle of the Gadgets                        |
| 41             | Mały lord Occy                            | Little Lord Occy                             |
|                |                                           |                                              |
| 42             | Wielka przygoda Juniora                   | Junior's Fuelish Kelp Rush                   |
| 42             | Laguna strachu                            | The Boo Lagoon                               |
|                |                                           |                                              |
| 43             | Snork zwycięzcą                           | How the Snork was Won                        |
| 43             | Zdjęcie Juniora                           | In Junior's Image                            |
|                |                                           |                                              |
| 44             | Robosnork                                 | Robosnork                                    |
|                |                                           |                                              |
| 45             | Lato i snork                              | Summer and Snork                             |
|                |                                           |                                              |
| 46             | Odyseja                                   | AllStar's Odyssey                            |
|                |                                           |                                              |
| 47             | Prawda                                    | In Greed we Trust                            |
|                |                                           |                                              |
| 48             | Słowo                                     | Jaws Says the Word                           |
|                |                                           |                                              |
| 49             | Prehistoryczny snork                      | Prehissnorkic                                |
|                |                                           |                                              |
| 50             | Kara                                      | Rhyme and Punishment                         |
|                |                                           |                                              |
| 51             | Lodowy czarownik                          | The Wizard of Ice                            |
|                |                                           |                                              |
| 52             | Wielkie miasto Snorków                    | Big City Snorks                              |
|                |                                           |                                              |
| 53             | Koszmar z ulicy Snorkowej                 | Nightmare on Snorkstreet                     |
|                |                                           |                                              |
| 54             | Robin Snork                               | Robin Snork                                  |
|                |                                           |                                              |
| 55             | Snorkerella                               | Snorkerella                                  |
|                |                                           |                                              |
| 56             | Ahoj, Snorksi                             | Snork Ahoy                                   |
|                |                                           |                                              |
| 57             | Junior i paczka czują bluesa              | Allstar & Junior in the Seaweed Blues        |
|                |                                           |                                              |
| 58             | Willie, zadzwoń do doktora                | Willie, Call a Doctor!                       |
|                |                                           |                                              |
| 59             | Młody Snork w latającym trapezie          | The Daring Young Snork on the Flying Trapeze |
|                |                                           |                                              |
| 60             | Oh, bracie                                | Oh Brother!                                  |
|                |                                           |                                              |
| 61             | Zakręcona opowieść                        | The Story Circle                             |
|                |                                           |                                              |
| 62             | Starość                                   | I'll Be Senior                               |
|                |                                           |                                              |
| 63             | Rozwiązanie problemu Juniora              | The Day They Fixed Junior Wetworth           |
|                |                                           |                                              |
| 64             | Pierwszy snork w kosmosie                 | The First Snork in Space                     |
|                |                                           |                                              |
| 65             | Życzenia                                  | Wish or Wish Out                             |
|                |                                           |                                              |
| 66             | Mój drogi, Juniorze!                      | Elementary, My Dear Junior!                  |
|                |                                           |                                              |
| 67             | Złota rybka                               | All That Glitters is Not Goldfish            |
|                |                                           |                                              |
| 68             | Obiad z paczką                            | My Dinner with Allstar                       |
|                |                                           |                                              |